# Wishin' and Hopin'
Wishin' and Hopin' je píseň nahraná roku 1963 americkou soulovou zpěvačkou Dionne Warwick.
Píseň byla vydaná na singlu na straně "B" a na jejím prvním albu Presenting Dionne Warwick u společnosti Scepter Records. Autorem hudby je Burt Bacharach a textařem Hal David. Byla umístěna jako druhá skladba alba na straně "A".
V květnu roku 1964 nahrála tuto píseň i britská soulová zpěvačka Dusty Springfield a umístila jí na svém albu A Girl Called Dusty a na jejím prvním albu vydané v USA Stay Awhile/I Only Want to Be with You.

## Coververze
- The Merseybeats (1964) na straně "A" se singlem Milkman na straně "B"[1]
- Billy Strange (1964) na svém albu The James Bond Theme[2]
- The Dowlands (1964) na straně "A" se singlem You Will Regret It na straně "B"[3]
- Eagles (1964) na straně "B" se singlem Write Me A Letter na straně "A"[4]
- The Lords (1965) na svém albu In Black And White In Beat And Sweet[5]
- Brenda Lee (1965) na svém albu Brenda Lee Sings Top Teen Hits[6]
- Si Zentner (1965) na svém albu My Cup Of Tea (instrumentální verze)[7]
- Nancy Sinatra (1966) na svém albu Nancy In London[8]
- Gals and Pals (1966) na svém albu Sing Something For Everyone[9]
- Jørgen Ingmann (1967) na svém albu Apache / Drina March / Wishing And Hoping / Bonanza (instrumentální verze)[10]
- Frans Poptie (1972) na svém albu Popcorn And Other Poppin' Things[11]
- Carlo Dini (1975) na straně "A" se singlem Hold Me na straně "B"[12]
- Rita Coolidge‎ (1981)[13]
- Hazell Dean (1981) na svém albu The Sound Of Bacharach & David[14]
- Donna Loren (1984)[15]
- The Jody Grind (1990) na svém albu One Man's Trash[16]
- The Neatbeats (2015) na svém albu Road-Hug Rubber[17]
- Jimmy Takeuchi na svém albu Drumming Beat Pops[18]